# ژانت تاشجیان
ژانت تاشجیان (ارمنی: Ջանեթ Թաշջյան; انگلیسی: Janet Tashjian؛ زادهٔ ۲۹ ژوئن ۱۹۵۶) نویسنده و رمان‌نویس ادبیات کودک و نوجوان ارمنی‌تبار اهل ایالات متحده آمریکا است.